# The Modern Lovers (album)
The Modern Lovers je první studiové album americké rockové skupiny The Modern Lovers, vydané v roce 1976 u vydavatelství Beserkley Records. Převážná část skladeb byla nahrána v roce 1972 pod produkcí Johna Calea, některé produkovali Robert Appere a Alan Mason (šlo o skladby „Girlfriend“, „Modern World“ a „Dignified and Old“).

## Seznam skladeb
Autorem všech skladeb je Jonathan Richman.
| Pořadí         | Název                | Délka |
| -------------- | -------------------- | ----- |
| 1.             | Roadrunner           | 4:04  |
| 2.             | Astral Plane         | 3:00  |
| 3.             | Old World            | 4:00  |
| 4.             | Pablo Picasso        | 4:15  |
| 5.             | She Cracked          | 2:53  |
| 6.             | Hospital             | 5:31  |
| 7.             | Someone I Care About | 3:37  |
| 8.             | Girlfriend           | 3:51  |
| 9.             | Modern World         | 3:40  |
| Celková délka: | Celková délka:       | 34:51 |

## Obsazení
- Jonathan Richman – zpěv, kytara
- Jerry Harrison – klavír, varhany, doprovodné vokály
- Ernie Brooks – baskytara, doprovodné vokály
- David Robinson – bicí, doprovodné vokály